# Sibila de Cumas
A Sibila de Cumas, segundo a mitologia grega, era natural de Éritras, importante cidade da Jônia (na costa ocidental da atual Turquia). Seu pai era Teodoro e sua mãe uma ninfa. Conta-se que ela nasceu numa gruta do monte Córico. Tinha, desde o nascimento, o dom da profecia, e fazia suas previsões em versos. Ficou conhecida como a sibila de Cumas porque passou a maior parte de sua vida nesta cidade, situada na costa da Campânia (Itália).

## Histórico e lenda
Na Antiguidade era considerada como a mais importante das dez sibilas conhecidas. Era também conhecida como a Deífoba - palavra que significa deidade, ou que tem a forma de deusa. Apolo era o deus que inspirava as profecias das sibilas. À Sibila de Cumas consta que havia prometido realizar um grande desejo. A Sibila então colocou um punhado de areia em sua mão e pediu-lhe para viver tantos anos quantos fossem as partículas de terra que tinha ali. Mas esqueceu-se de pedir, também, a eterna juventude, assim foi que com os anos tornou-se tão consumida pela idade que teve de ser encerrada no templo de Apolo em Cumas. A lenda diz que viveu nove vidas humanas de 110 anos cada.
Conta-se, ainda, que ela, numa ocasião, guiou Eneias, príncipe de Troia, através do Hades em visita a seu pai Anquises.

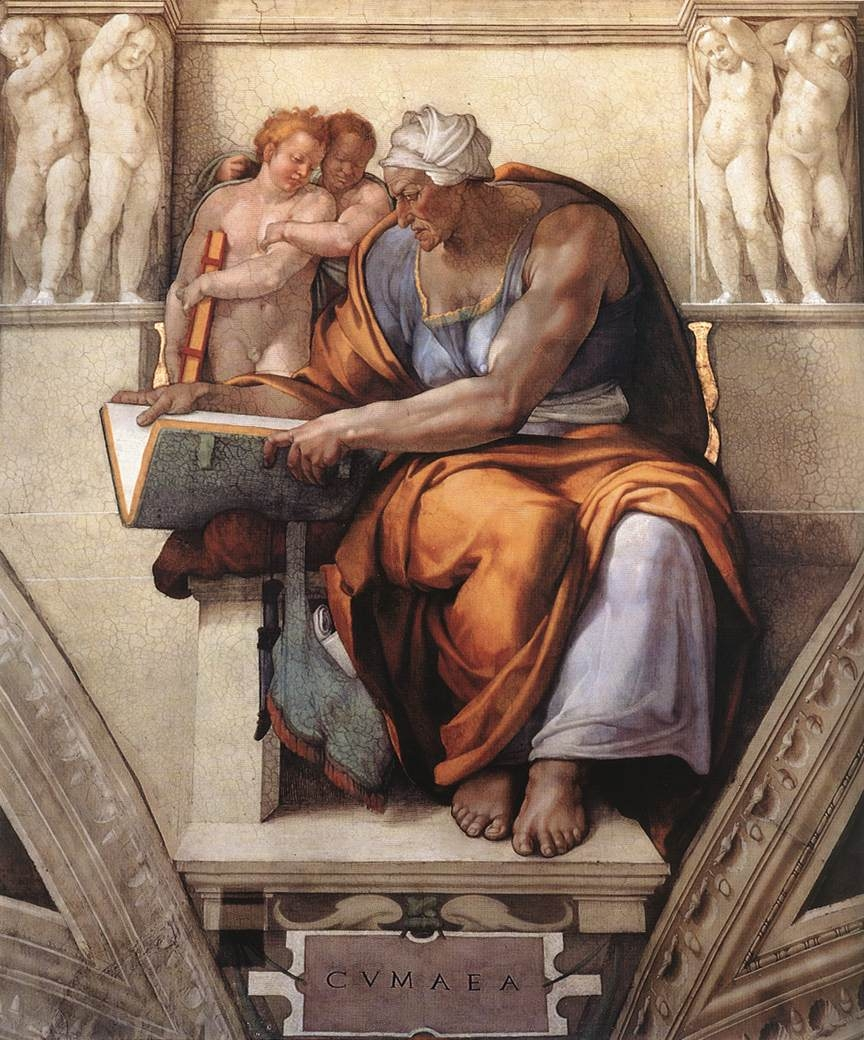
A Sibila de Cumas por Michelangelo

Noutra ocasião apresentou-se ela ao rei romano Tarquínio, o Soberbo como uma mulher muito velha e lhe ofereceu nove livros proféticos a um preço extremamente elevados. Tarquínio negou-se, pensando em obtê-los mais baratos, e então a sibila destruiu três dos livros. Em seguida, ofereceu os seis livros restantes pelo mesmo preço. Tarquínio novamente negociou e ela destruiu outros três. Temendo que todos assim desaparecessem, o rei aceitou comprar os três restantes, pagando por eles o preço pelo qual a sibila pedira pelos nove. Estes três livros foram guardados no templo de Júpiter e eram consultados em situações muito especiais.
Em 83 a.C., o fogo destruiu os chamados Livros Sibilinos originais e teve-se de formar uma nova coleção, que não chegou até os tempos modernos porque no ano 405 também foram destruídos. Estes livros exerceram grande influência na religião romana até o reinado de Augusto.

## Idade Média
Durante a Idade Média a Sibila de Cumas e Virgílio foram considerados profetas da vinda de Cristo, pois as Éclogas deste poeta parecem conter uma profecia messiânica feita pela Sibila - sendo isto apropriado pelos primeiros cristãos e, quando Dante Alighieri escreveu a sua Divina Comédia, escolheu Virgílio como seu guia pelo Inferno. Também por isto Michelangelo deu destaque à Sibila de Cumas na Capela Sistina, entre os profetas do Velho Testamento.
Constantino, primeiro imperador cristão, na sua mensagem para o Primeiro Concílio de Niceia, interpretou a passagem das Éclogas como uma referência à vinda do Cristo, citando uma longa passagem dos Livros Sibilinos, contendo um acróstico onde as iniciais de uma série de versos seriam: Jesus Cristo Filho de Deus Salvador Cruz.

## A Sibila na literatura
A Sibila de Cumas é citada em obras de, entre outros, Virgílio (Éclogas, Eneida), Ovídio (Metamorfoses) e Petrônio (Satiricon). Num dos seus poemas T. S. Eliot faz referência ao Satiricon, na passagem onde Trimalquio afirma ter visto a Sibila emurchecida num jarro suspenso, desejando a morte.